# تراف
تراف (أي «الجانب» باللغة التركية) هي صحيفة ليبرالية في تركيا. وقد تميزت بمعارضتها لتدخل الجيش التركي في الشؤون الاجتماعية والسياسية للبلاد. تم توزيعه في جميع أنحاء البلاد، وكان متداولًا منذ 15 نوفمبر 2007. في 27 يوليو 2016، تم إغلاق الصحيفة بموجب مرسوم قانوني أثناء حالة الطوارئ بعد محاولة الانقلاب التركية عام 2016 ، بسبب صلاتها المزعومة بحركة غولن للانقلاب.

## روابط خارجية
- Taraf على موقع واي باك مشين (archive index)